# Шакотис
Шакотисът (на литовски: šakotis; на полски: sękacz, в превод „клончест сладкиш“) е полско-литовски традиционен сладкиш. Съставките му са масло, яйца, брашно, захар и сметана. Готви се на въртящ се прът във фурна или върху огън.

## История
Сладкишът става популярен по време на Жечпосполита (1569 – 1791). Произходът му се свързва с италианската кралица Бона Сфорца на Полша, а също и с балтийското племе на ятвягите. През средновековието те са се заселили в Подлясия, а Бона Сфорца е позната с реформите си в земеделието, инфраструктурата и промишлеността.
През месец май 2015 г. в Друскининкай, Литва е поставен рекордът за най-голям шакотис, а размерите му са 372 сантиметра и 85,8 килограма.